# Peter Zaremba
Peter Zaremba   (comtat de Beaver, 7 d'abril de 1908 - Texas, 17 de setembre de 1994) va ser un atleta estatunidenc, especialista en el llançament de martell, que va competir durant la dècada de 1930.
El 1932 va prendre part en els Jocs Olímpics de Los Angeles, on va guanyar la medalla de bronze en la prova del llançament de martell, del programa d'atletisme.

## Millors marques
- Llançament de martell. 51,38 metres (1932)[1][2]